# Tripti Dimri
Triptii Dimri (Utaracanda, 23 de fevereiro de 1994) é uma atriz indiana que atua em filmes hindi. Fez sua primeira aparição na comédia Poster Boys (2017), e teve seu primeiro papel principal no drama romântico Laila Majnu (2018). Ganhou reconhecimento com suas atuações nos filmes de Anvita Dutt, como Bulbbul (2020), Qala (2022), com o primeiro lhe rendendo um prêmio Filmfare OTT. Dimri esteve em destaque na lista da Forbes Asia 30 Under 30  em 2021. Dimri também atuou como coadjuvante no filme de ação de maior bilheteria Animal (2023).

## Carreira

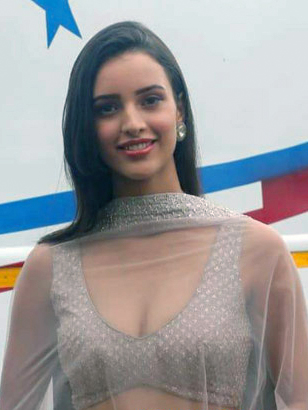
Dimri em 2018

Dimri fez sua estreia como atriz na comédia Poster Boys de 2017, um remake oficial do filme marathi Poshter Boyz, onde atuou como o interesse amoroso de Talpade. Depois, Dimri apareceu no papel principal do drama romântico Laila Majnu (2018). Em sua crítica para o Firstpost, Anna MM Vetticad citou que ela "imbutiu sua Laila com uma vantagem que tornou críveis os constantes flertes da personagem com o perigo".
Ela alcançou sua descoberta como protagonista no drama sobrenatural Bulbbul (2020), de Anvita Dutt. Produzido por Anushka Sharma, o filme recebeu críticas positivas. Namrata Joshi do The Hindu escreveu: "Do vulnerável e inocente à transformação na provocadora misteriosa, ela é uma atordoante que fala muito com seus olhos. E o público pouco pode fazer a não ser ficar extasiado." Seu desempenho lhe rendeu um prêmio Filmfare OTT de Melhor Atriz.
Em seguida, ela se reuniu com Dutt para sua próxima produção caseira , Qala. Com o filme a receber críticas positivas. Então apareceu em um papel breve que foi fundamental no sucesso comercial Animal ao lado de Ranbir Kapoor. Recebendo críticas mistas dos críticos, Monika Rawal Kukreja do The Hindustan Times apreciou a aparição de Dimri no filme, descobrindo que ela era "um deleite a ser observado".
Ela será a próxima estrela de Mere Mehboob Mere Sanam, de Anand Tiwari, estrelado por Vicky Kaushal.
Ela ficou em 8º lugar na lista do Rediff.com das melhores atrizes de Bollywood de 2020.  Ela ficou em 20º lugar na lista das 50 mulheres mais desejáveis The Times of India de 2020. 